# Assedio di Iliturgi
L'assedio di Iliturgi fu posto nel 215 a.C. dall'esercito cartaginese alla città spagnola, che nel corso della seconda guerra punica era da poco era passata dalla parte della Repubblica romana. L'accorrente esercito romano dei due fratelli Scipioni mutò l'esito dell'assedio che si trasformò in una sconfitta cartaginese.

## Contesto storico
Lo storico greco Polibio affermava che tre furono i motivi principali della seconda guerra tra Romani e Cartaginesi:
1. la prima causa scatenante della guerra tra Romani e Cartaginesi fu lo spirito di rivalsa del padre di Annibale, Amilcare Barca.[4] Costui, se non ci fosse stata la rivolta dei mercenari contro i Cartaginesi, avrebbe ricominciato a preparare un nuovo conflitto.[5] Si racconta, inoltre, che Annibale prima di partire era stato condotto al cospetto degli dei della città dal padre che gli aveva fatto giurare odio eterno a Roma.[6] Annibale, poco più che bambino, aveva compreso il significato intimo del giuramento. A 26 anni, capo dell'esercito, idolatrato dai suoi uomini con cui aveva vissuto per anni condividendo pericoli e disagi, impresse una svolta decisiva alla politica cartaginese in Spagna, ampliandone le conquiste.[7]
2. Seconda causa della guerra, sempre secondo Polibio, fu l'aver dovuto sopportare, da parte dei Cartaginesi, la perdita del dominio sulla Sardegna e sulla Corsica con la frode, come ricorda Tito Livio, e il pagamento di ulteriori 1 200 talenti in aggiunta alla somma pattuita in precedenza al termine della prima guerra punica.[8][9]
3. Terza ed ultima causa fu l'aver conseguito numerosi successi in Iberia da parte delle armate cartaginesi, tanto da destare negli stessi un rinnovato spirito di rivalsa nei confronti dei Romani.[10]

In effetti Polibio contestava le cause della guerra che lo storico latino Fabio Pittore avrebbe individuato nell'assedio di Sagunto e nel passaggio delle armate cartaginesi del fiume Ebro. Egli riteneva si trattasse soltanto di due avvenimenti che sancivano l'inizio cronologico della guerra, ma non le cause profonde della stessa. Il trattato del 226 a.C. fissava nell'Ebro il limite dell'espansione punica, ma alcune città, anche se comprese nel territorio controllato dai cartaginesi erano alleate di Roma: Emporion, Rhode e la più famosa di tutte, Sagunto.Questa città era situata in posizione munitissima in cima a un'altura; la sua conquista avrebbe permesso ad Annibale di addestrare e temprare il suo esercito migliorandone l'esperienza, la coesione e le capacità belliche. E Sagunto verosimilmente fu scelta dal condottiero cartaginese deliberatamente come casus belli.
Adducendo la motivazione che Sagunto si trovava a sud dell'Ebro e quindi rientrava nei territori di competenza dei Cartaginesi e non dei Romani, Annibale dichiarò guerra alla città. Sagunto chiese aiuto a Roma che però si limitò a inviare degli ambasciatori che Annibale non ricevette. Sagunto venne attaccata nel marzo del 219 a.C. e sottoposta a un drammatico assedio che si protrasse per otto mesi senza che Roma decidesse di intervenire; tristemente famosa la disperata richiesta dei delegati:
Alla fine, la sfortunata città, stremata dopo otto mesi di fame, battaglie, lutti e disperazione si arrese e venne rasa al suolo.
I Cartaginesi provarono a difendere il loro operato e quello di Annibale, adducendo come scusa che nel trattato precedente dopo la prima guerra punica non si faceva alcun cenno all'Iberia e quindi all'Ebro, ma Sagunto era considerata alleata ed amica del popolo romano. La guerra fu inevitabile, solo che come scrive Polibio, la guerra non si svolse in Iberia [come auspicavano i Romani] ma proprio alle porte di Roma e lungo tutta l'Italia. Era la fine del 219 a.C. e iniziava la seconda guerra punica.
In seguito (218 a.C.) i Romani inviarono in Spagna i due fratelli Scipioni, Gneo e Publio, i quali avevano deciso di dividere tra loro l'esercito, in modo che Gneo comandasse la guerra per terra e Publio per mare (216 a.C.). Seguirono due anni di continui scontri tra Romani e Cartaginesi per il predominio della penisola iberica (battaglia di Cissa, del fiume Ebro e di Dertosa).

### Casus belli
Alla fine dell'estate del 215 a.C., giunse dai due Scipioni una lettera al Senato di Roma, nella quale venivano descritti i loro successi ottenuti nella penisola iberica, aggiungendo che mancava però il denaro necessario per far fronte alle paghe ai soldati, oltre agli indumenti e al grano per l'esercito e i marinai alleati. Si faceva presente che, riguardo agli stipendia dei soldati, essi avrebbero provveduto facendoseli prestare dalle popolazioni ispaniche alleate, mentre per tutto il resto, il Senato avrebbe dovuto intervenire quanto prima, perché altrimenti non si sarebbero potuti mantenere né l'esercito né la provincia. Letta pubblicamente la lettera, tutti riconobbero la necessità di inviare i dovuti aiuti in Hispania. La difficoltà risiedeva nel fatto di:
(Livio, XXIII, 48.6-8.)
Venne allora comunicata a Roma la necessità di sostenere queste spese col credito, dando in appalto ai privati le forniture necessarie per l'esercito in Spagna, col patto che fossero i primi ad essere pagati, non appena l'aerarium avesse avuto il denaro necessario. L'appalto alla fine venne preso da tre compagnie di diciannove persone ciascuna, che ottennero per i servigi prestati alla Res publica:
- l'esonero dal servizio militare e
- l'assicurazione che il trasporto delle forniture via mare, sarebbe stato a totale rischio dello Stato, sia in caso di naufragio, sia per eventuale sottrazione da parte del nemico.[27]

Quando questi approvvigionamenti giunsero in Spagna, la città di Iliturgi (nei pressi della moderna Mengíbar), che era passata dalla parte dei Romani, venne attaccata da Asdrubale, Magone e Annibale (figlio di Bomilcare).

## Battaglia
Gli Scipioni allora passarono attraverso i tre accampamenti dei comandanti cartaginesi, combattendo e facendo grande strage del nemico. Riuscirono quindi a penetrare all'interno della città assediata, portando il frumento necessario al sostentamento dei suoi abitanti. Esortarono i cittadini di Iliturgi a difendere le mura cittadine con lo stesso coraggio con cui i Romani si erano battuti. Decisero infine di portare un attacco decisivo al più grande dei tre accampamenti nemici, quello di Asdrubale.
Qui nel grande campo, entrambi gli eserciti produssero il loro massimo sforzo. Da una parte i due Scipioni, dall'altra le forze cartaginesi di tutti e tre i loro comandanti, che qui si erano radunati per difendere la posizione. Da quanto sostiene Livio, i Cartaginesi erano 60 000 contro 16 000 Romani. Alla fine ebbero la meglio i Romani, che riuscirono ad uccidere più nemici di quanti essi stessi fossero. Fecero inoltre più di 3 000 prigionieri tra i Cartaginesi, si impadronirono di più di 1 000 cavalli, 59 insegne militari, 7 elefanti (5 dei quali uccisi in battaglia) ed occuparono tre accampamenti nemici.

## Conseguenze
Liberata dai Romani la città di Iliturgi, i Cartaginesi passarono ad assalire Intibili, con altre truppe giunte dalla loro provincia. Per la seconda volta gli eserciti si scontrarono. I Romani riuscirono ad uccidere oltre 13 000 armati cartaginesi, 2 000 furono i prigionieri, due le insegne sottratte e 49 elefanti. Allora secondo quanto racconta Livio:
(Livio, XXIII, 49.14)
L'anno successivo i Cartaginesi si apprestarono ad assediare Iliturgi, dove si trovava un presidio romano. Si racconta che Gneo Scipione, partito in soccorso dei suoi con una legione, passò in mezzo a due accampamenti nemici, facendone grande strage e riuscendo a penetrare all'interno di Iliturgi; il giorno seguente ci fu una nuova battaglia, al termine della quale rimasero uccisi ben 12 000 nemici. Vennero inoltre fatti prigionieri più di mille uomini e vennero sottratte 36 insegne nemiche.